# 三宅春楼
三宅 春楼（みやけ しゅんろう、正徳2年11月15日（1712年12月13日） - 天明2年10月9日（1782年11月13日））は江戸時代中期の儒学者。懐徳堂第3代学主。名は正誼、字は子和、通称は才次郎。初代学主三宅石庵の子に当たる。

## 生涯
正徳2年（1712年）、三宅石庵の次男として大坂に生まれた。病弱だったため、父は学者として身が立つことを危ぶみ、反魂丹の製造を手懸け、長く関係のある木村家を通じて讃岐国に販売し、利益を得た。享保15年（1730年）石庵が死去し、高弟中井甃庵が懐徳堂を継ぐと、春楼は隣家を借りて石庵の薬種業を拡大し、反魂丹の販売に精を出した。経費削減のため熊胆を牛胆で代用したことで訴訟問題に発展したこともあったとされ、中井竹山など周囲に快く思わない者もあった。
宝暦7年（1757年）8月19日、始めて『大学』を開講、以降4と9のつく日の夜に『大学』を講じた。翌年、第2代学主中井甃庵が死去すると、その遺言により、第3代学主には春楼が就任し、甃庵の子竹山は預人となった。安永5年（1776年）12月、高麗橋一丁目藤屋弥兵衛からの『四書国読刪正』出版許可が下りているが、伝存不明。
天明2年（1782年）死去。墓所は石庵と同様大阪府八尾市服部川神光寺。第4代学主は預人の中井竹山が兼任した。

## 家族
- 父：三宅石庵
- 母：岡田氏
  - 兄：文太郎 - 夭逝
  - 女子 - 夭逝
  - 女子 - 夭逝
- 妻：太田氏
  - 男子 - 夭折
- 妻：河合氏
  - 男子 - 夭折
  - 女子
  - 女子
- 妻：増田氏
  - 男子：三宅如幾 - 通称は幸蔵。春楼の死後も懐徳堂に残り、後讃岐国に渡った。
- 庶子：三宅如式 - 通称は永蔵。春楼の死後、中井竹山に養育され、如幾と共に讃岐国に渡った。